# E형 소행성

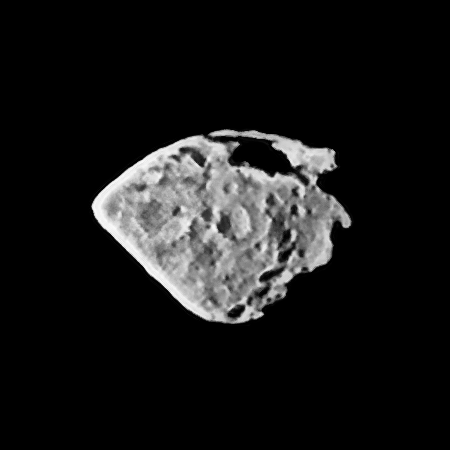
E형 소행성 2867 슈테인스

E형 소행성 (enstatite- achondrite)
소행성은 엔스타타이트(MgSiO3)-아콘드라이트 표면을 가진 것으로 생각되는 소행성이다. 이들은 헝가리아 그룹으로 알려진 소행성대 안쪽의 소행성대에서 많은 비중을 차지하지만, 소행성대 본부에 진입하면서는 매우 희귀해진다. 64 안젤리나와 같이 일부는 소행성대 안쪽 가장자리에서 꽤 멀리 떨어져 있기도 한다.

## 설명
E형 소행성은 높은 반사도 (0.3 이상)을 가지고 있어 보다 흔한 M형 소행성과 구별된다. E형 소행성들의 스펙트럼은 특징이 없고 평평하거나 붉은색이다. 이는 아마도 E형 소행성들이 핵이 아닌 더 큰 모체의 가장자리에서 유래했기 때문일 것이다. E형 소행성은 모두 작으며 직경이 50km를 넘는 소행성은 3개 (44 니사, 55 판도라 , 64 안젤리나)에 불과하다.